# Alessandro Tassoni

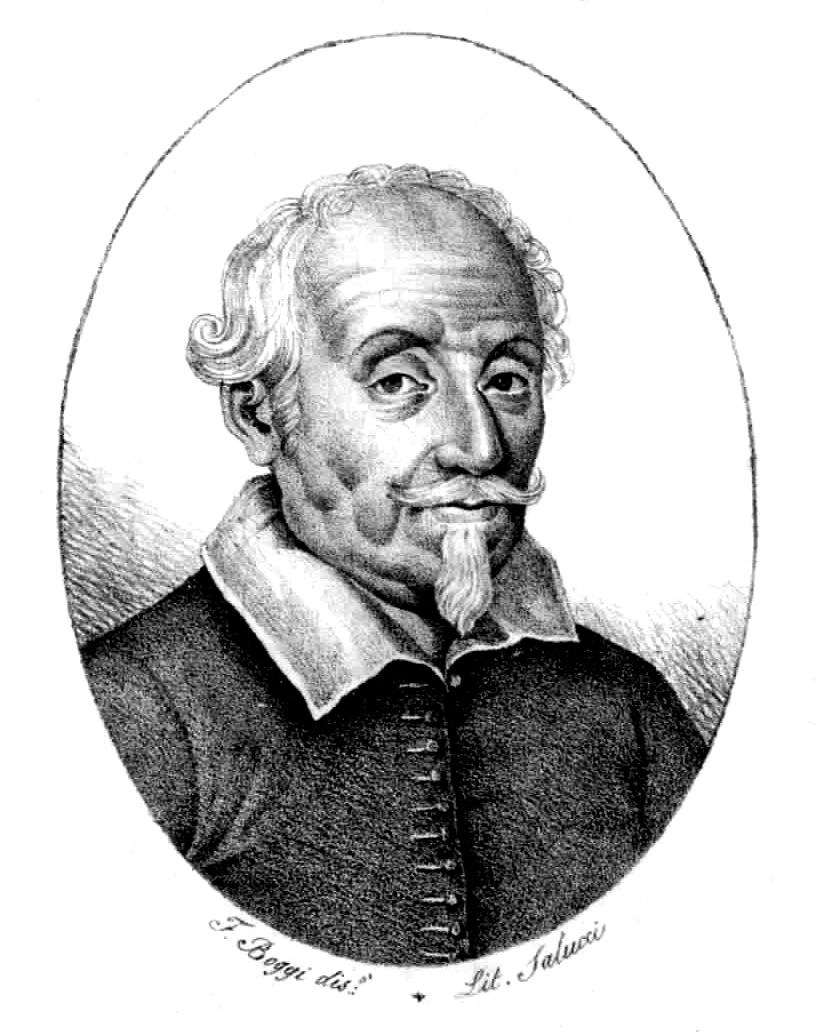
Alessandro Tassoni.

Alessandro Tassoni, född den 28 september 1565 i Modena, död där den 25 april 1635, var en italiensk skald och kritiker.
Tassoni var sekreterare hos kardinal Ascanio Colonna 1597-1608 samt trädde 1613 i tjänst hos hertigen av Savojen och 1632 hos hertig Frans I av Este. I Pensieri diversi (1601) riktade Tassoni kätterska angrepp på Homeros och Aristoteles auktoritet samt bemödade sig (långt före Perrault) att uppvisa sin samtids överlägsenhet över de gamle både i konstnärliga och vetenskapliga idrotter. 
Hans Considerazioni sopra le rime del Petrarca (1609) utgör den första och inte minst skarpa protesten mot det överdrivna hyllandet av Petrarca. Mot spanjorernas övervälde i Italien riktade Tassoni de häftiga uppropen Filippiche (1615) och Manifesto, som ådrog honom mycket obehag. 
Hans rykte stöder sig egentligen på den komiska hjältedikten La secchia rapita (i tolv sånger, 1614, tryckt första gången 1622, många senare upplagor), i vilken ett bortrövat ämbar ger upphov till en av medeltidsfejderna mellan Bologna och Modena. 
Skalden låter där på ett parodierande sätt upphöjt episka toner utmynna i låg burlesk samt satiriserar lyckligt sina medbröders svassande bildspråk och mytologiska bråte. Denna dikt, som till formen äger klassiska förtjänster, grundlade en ny art av poesi och efterbildades i flera länder.